# クビナガ鉤頭虫症
クビナガ鉤頭虫症(英: longicollosis)とはクビナガ鉤頭虫(学名:Longicollum pagrosomi)が直腸に寄生することを原因とするマダイの疾病。ロンギコラム症とも呼ばれる。寄生部位にはびらん、発赤、出血がみられ、粘膜上皮細胞の変性や壊死、粘膜下組織や筋層に高度な細胞浸潤、肉芽腫が認められる。クビナガ鉤頭虫はその生活環にワレカラ類やヨコエビ類を必要とするため、生簀網の網替えを頻繁に行うことによってワレカラ類やヨコエビ類を駆除することがクビナガ鉤頭虫症対策には有効である。